# 南阳市中医院
32°59′12″N 112°30′42″E / 32.98667°N 112.51167°E
南阳市中医院，是中华人民共和国河南省南阳市的一所中醫医院，位于南阳市七一路。該院創建於1976年，目前总床位500张，日门诊量900人次。